# 卡宴河
卡宴河（法語：Rivière de Cayenne，法語發音：[ʁivjɛʁ də kajɛn]）是法国海外省法属圭亚那的河流，长43.7千米，由卡斯卡德河、托内格朗德河和蒙西内里河汇流而成，于卡宴流入大西洋，形成约2千米长的河口。